# Japan Le Mans Challenge

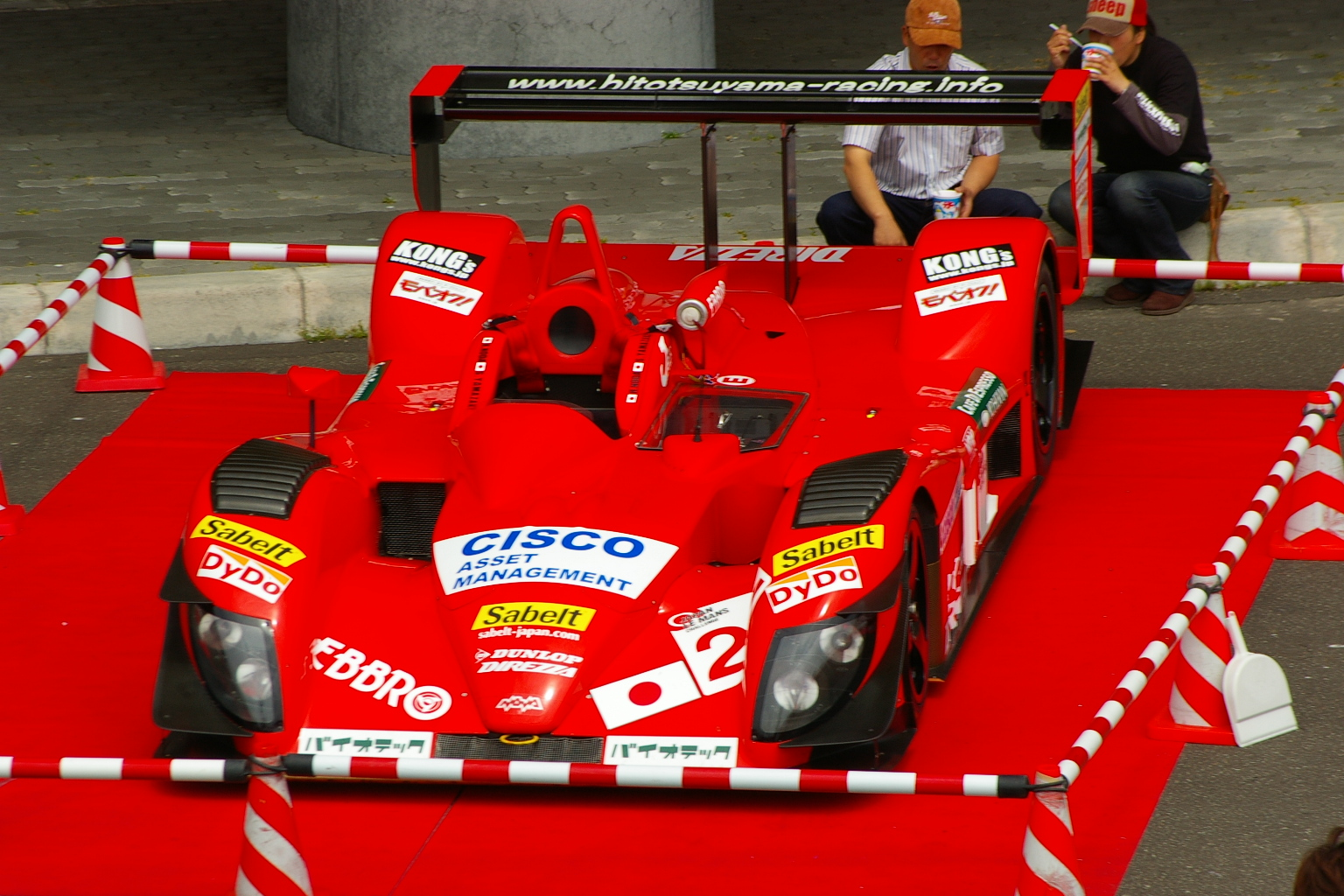
Zytek 05S der LMP1-Prototyp der Gesamtsieger 2007, Hideki Noda & Shinsuke Yamazaki

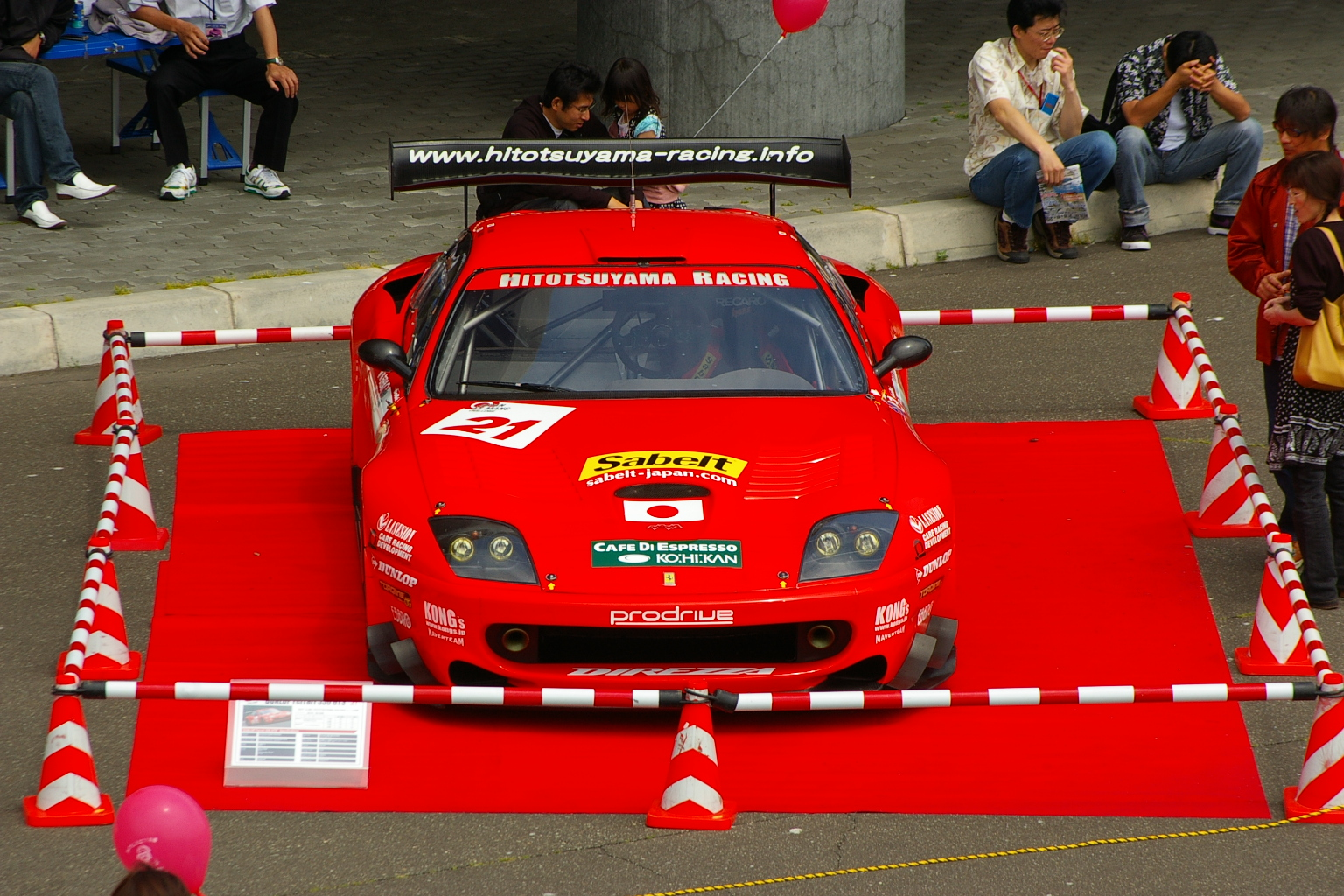
Der in der Japan Le Mans Challenge eingesetzte Ferrari 550GTS von Hitotsuyama Racing

Die Japan Le Mans Challenge (kurz auch JLMC) war eine in den Jahren 2006 und 2007 von der Sports Car Endurance Race Operation (SERO) organisierte japanische Langstreckenrennserie, die 2006 und 2007 nach den Regeln und Richtlinien des Automobile Club de l’Ouest (ACO) ausgetragen wurde. 

## Geschichte
Die erste Saison der Japan Le Mans Challenge umfasste 3 Wertungsläufe in Japan, von denen die ersten zwei Takahiko Shimazawa, und Kenji Takeya mit wechselnden Fahrerkollegen, gewann. In der zweiten und letzten Saison wurden 4 Wertungsläufe ausgetragen, von denen die ersten drei von Hideki Noda & Shinsuke Yamazaki gewonnen wurden.
Gefahren wurde in 4 Rennklassen: LMP1, LMP2, GT1 und GT2. Den besten Fahrern und Teams jeder Klasse wurden Punkte vergeben. Obwohl die Bezeichnung der Klassen identisch war unterschied sich das Reglement zu dem der 24 Stunden von Le Mans oder der Le Mans Series. So fuhren in den Prototypen Klassen Fahrzeuge wie der Dallara GC21, der auf den Formel 3 Chassis von Dallara basierte, oder der Oscar SK93 mit.
Die Rennserie litt permanent unter einer niedrigen Teilnehmerzahl, welches die SERO veranlasste nach der Saison 2007 die Organisation an den ACO weiterzugeben. Dieser entschied sich die Rennserie zu beenden und kündigte die Asian Le Mans Series als Nachfolger an, die 2009 den ersten Saisonlauf durchführte.

## Meister
| Jahr | Klasse | Fahrerwertung                                  | Teamwertung         |
| ---- | ------ | ---------------------------------------------- | ------------------- |
| 2006 | LMP1   | Takahiko Shimazawa                             | Jidosha Koubou Myst |
| 2006 | LMP2   | Yuya Sakamoto Yoshihisa Namekata Tomonobu Fuji | MYZ                 |
| 2006 | GT1    | Tatsuya Kataoka Naoki Hattori Eiichi Tajima    | Hitotsuyama Racing  |
| 2006 | GT2    | Koji Aoyama Shinichi Takagi Morio Nitta        | Team Kawamura       |
| 2007 | LMP1   | Hideki Noda Shinsuke Yamazaki                  | Hitotsuyama Racing  |
| 2007 | LMP2   | Masaru Tomizawa Yuuji Asou                     | AIM Sports          |
| 2007 | GT1    | Akira Iida Tomonobu Fujii                      | Hitotsuyama Racing  |
| 2007 | GT2    | Koji Aoyama Shinichi Takagi Morio Nitta        | Team Kawamura       |